# Acoma Curio Shop
O Acoma Curio Shop é uma antiga loja de presentes localizada na histórica Rota 66 dos EUA em San Fidel, Novo México. A loja foi construída em 1916 por Abdoo Fidel, um imigrante libanês, e era originalmente um armazém geral. Em 1937, Fidel começou a vender curiosidades dos nativos americanos aos turistas que passavam por San Fidel pela Rota 66. A loja de Fidel vendia apenas curiosidades feitas no Acoma Pueblo, o que o diferenciava da maioria das lojas de presentes da época, que geralmente vendiam réplicas de souvenirs ou curiosidades feitas por várias tribos. Em 1941, Fidel fechou a loja de curiosidades e voltou a vender produtos em geral. O edifício agora abriga uma galeria de arte chamada Gallery 66.
O edifício foi adicionado ao Registro Nacional de Lugares Históricos em 7 de outubro de 2009.